# Gleichenia
Gleichenia, rod papratnica iz porodice Gleicheniaceae, dio reda Gleicheniales. 
Postoji 14 priznata vrsta i jedan hibrid, koje su raširene po paleotropima (ali ne i u Novom svijetu).

## Vrste
1. Gleichenia abscida Rodway
2. Gleichenia alpina R.Br.
3. Gleichenia alstonii Holttum
4. Gleichenia dicarpa R.Br.
5. Gleichenia elongata Baker
6. Gleichenia inclusisora Perrie, L.D.Sheph. & Brownsey
7. Gleichenia matthewsii Holttum
8. Gleichenia mendellii (G.Schneid.) S.B.Andrews
9. Gleichenia microphylla R.Br.
10. Gleichenia paleacea (Copel.) Holttum
11. Gleichenia peltophora Copel.
12. Gleichenia polypodioides (L.) Sm.
13. Gleichenia rupestris R.Br.
14. Gleichenia vulcanica Blume
15. Gleichenia ×punctulata Colenso

## Sinonimi
- Calymella C.Presl
- Gleichenia Copel.
- Gleicheniastrum C.Presl